# Абетка Шоу
Абетка Шоу (англ. 𐑖𐑱𐑝𐑾𐑯 𐑨𐑤𐑓𐑩𐑚𐑧𐑑) — абетка, розроблена для простого фонетичного правопису англійської мови на противагу звичній латинській. Створена в 1960-х роках чотирма ентузіастами згідно з заповітом ірландського драматурга Бернарда Шоу, який указав основні вимоги для нової абетки:
1. Мати щонайменше 40 букв.
2. Бути якомога фонетичнішою, тобто букви мусять мати однозначну двосторонню відповідність до фонем.
3. Відрізнятися від латиниці, аби уникнути враження, що новий правопис — це просто «неправильне написання».

## Історія
Бернард Шоу був активним критиком англійського правопису, вважаючи його нераціональним щодо витрат часу на письмо та кількості знаків. З 1926 по 1939 роки Шоу працював у Консультативному комітеті Бі-Бі-Сі з розмовної англійської мови, до якого входило кілька представників фонетичного письма. Він також знав Генрі Світа, творця поточного скоропису, хоча сам Шоу роками писав свої літературні твори скорописом Пітмена. Однак Шоу зрозумів, що скоропис погано підходить для видання друкованих текстів. Тому Шоу виступав за фонетичну реформу з запровадженням нової абетки.
Свої ідеї щодо нової абетки Бернард Шоу описав у заповіті в червні 1950 року. Згідно з заповітом, політик і педагог Джеймс Пітман повинен був заснувати нову абетку. Після смерті Шоу в листопаді 1950 року та деякої судової суперечки, Пітман оголосив всесвітній конкурс на розробку такої абетки. Він відбувся в 1958 році, всього було подано 467 заявок, які змагалися за приз у 500 фунтів стерлінгів.
Конкурс на дизайн нової абетки виграли чотири людини, у тому числі Рональд Кінґслі Рід, який протягом кількох років активно листувався з Шоу щодо деталей абетки. Тоді Ріду було призначено об'єднати чотири проєкти для створення абетки.
Заповіт Шоу також передбачав, що його п'єса «Андрокл і лев» повинна бути надрукована абеткою-переможницею. Заповіт виконали, окрім цього було надруковано ще й інші тексти. З 1963 по 1965 видавався журнал «Shaw-script», наповнюваний ентузіастами. В 2012 році вийшло видання збірки творів Едґара По абеткою Шоу (з паралельним текстом латинкою). В 2013 абеткою видано «Алісу в країні див» Льюїса Керрола. Проте, абетка Шоу ніколи не складала конкуренції звичайному латинському письму. Наприкінці 1990-х Джон Веслі Старлінг розробив адаптацію абетки Шоу для есперанто. Був виданий принаймні один буклет із транслітерованими зразками текстів.

## Букви
Абетка має три види букв: високі, глибокі і короткі. Короткі букви: голосні, плавні і носові; високі букви (крім Yea 𐑘 і Hung 𐑙) є глухими приголосними. Висока буква, обернена на 180° чи перевернута догори вниз, в якої «висока» частина опинилась під базовою лінією, стає глибокою буквою, котра позначає відповідний дзвінкий приголосний (крім Haha 𐑣). Отже, абетка певною мірою є ознаковою.
|                | Високі і глибокі літери | Високі і глибокі літери | Високі і глибокі літери | Високі і глибокі літери | Високі і глибокі літери | Високі і глибокі літери | Високі і глибокі літери | Високі і глибокі літери | Високі і глибокі літери | Високі і глибокі літери |
| -------------- | ----------------------- | ----------------------- | ----------------------- | ----------------------- | ----------------------- | ----------------------- | ----------------------- | ----------------------- | ----------------------- | ----------------------- |
| Рисунок        |                         |                         |                         |                         |                         |                         |                         |                         |                         |                         |
| Символ Unicode | 𐑐                       | 𐑚                       | 𐑑                       | 𐑛                       | 𐑒                       | 𐑜                       | 𐑓                       | 𐑝                       | 𐑔                       | 𐑞                       |
| Вимова         | /p/                     | /b/                     | /t/                     | /d/                     | /k/                     | /ɡ/                     | /f/                     | /v/                     | /θ/                     | /ð/                     |
| Назва          | peep                    | bib                     | tot                     | dead                    | kick                    | gag                     | fee                     | vow                     | thigh                   | they                    |
|                |                         |                         |                         |                         |                         |                         |                         |                         |                         |                         |
|                |                         |                         |                         |                         |                         |                         |                         |                         |                         |                         |
| 𐑕              | 𐑟                       | 𐑖                       | 𐑠                       | 𐑗                       | 𐑡                       | 𐑘                       | 𐑢                       | 𐑙                       | 𐑣                       |                         |
| /s/            | /z/                     | /ʃ/                     | /ʒ/                     | /tʃ/                    | /dʒ/                    | /j/                     | /w/                     | /ŋ/                     | /h/                     |                         |
| so             | zoo                     | sure                    | measure                 | church                  | judge                   | yea                     | woe                     | hung                    | ha-ha                   |                         |
| Короткі літери |                         |                         |                         |                         |                         |                         |                         |                         |                         |                         |
|                |                         |                         |                         |                         |                         |                         |                         |                         |                         |                         |
| 𐑤              | 𐑮                       | 𐑥                       | 𐑯                       | 𐑦                       | 𐑰                       | 𐑧                       | 𐑱                       | 𐑨                       | 𐑲                       |                         |
| /l/            | /ɹ/                     | /m/                     | /n/                     | /ɪ/                     | /iː/                    | /ɛ/                     | /eɪ/                    | /æ/                     | /aɪ/                    |                         |
| loll           | roar                    | mime                    | nun                     | if                      | eat                     | egg                     | age                     | ash                     | ice                     |                         |
|                |                         |                         |                         |                         |                         |                         |                         |                         |                         |                         |
|                |                         |                         |                         |                         |                         |                         |                         |                         |                         |                         |
| 𐑩              | 𐑳                       | 𐑪                       | 𐑴                       | 𐑫                       | 𐑵                       | 𐑬                       | 𐑶                       | 𐑭                       | 𐑷                       |                         |
| /ə/            | /ʌ/                     | /ɒ/                     | /oʊ/                    | /ʊ/                     | /uː/                    | /aʊ/                    | /ɔɪ/                    | /ɑː/                    | /ɔː/                    |                         |
| ado            | up                      | on                      | oak                     | wool                    | ooze                    | out                     | oil                     | ah                      | awe                     |                         |
| Лігатури       |                         |                         |                         |                         |                         |                         |                         |                         |                         |                         |
|                |                         |                         |                         |                         |                         |                         |                         |                         |                         |                         |
| 𐑸              | 𐑹                       | 𐑺                       | 𐑻                       | 𐑼                       | 𐑽                       | 𐑾                       | 𐑿                       |                         |                         |                         |
| /ɑːɹ/          | /ɔːɹ~ɔəɹ/               | /ɛəɹ/                   | /ɜːɹ/                   | /ɚ/                     | /ɪəɹ/                   | /i.ə/                   | /juː/                   |                         |                         |                         |
| are            | or                      | air                     | err                     | array                   | ear                     | ian                     | yew                     |                         |                         |                         |

Немає окремих великих чи малих букв; для позначення власних назв використовується інтерпункт (·), що ставиться перед назвою. Усі інші розділові знаки такі ж, як у звичному правописі.
Кожен знак потребує лише одного руху для написання на папері. Інструмент для писання потрібно піднімати щонайбільше один раз при написанні кожного знаку, це дає змогу писати швидше.
Правопис в п'єсі «Андрокл і лев» відповідає англійській літературній вимові, за винятком чіткої вказівки на вокалічне «r» за допомогою лігатур. Більшість діалектичних варіацій англійської вимови можна отримати безпосередньо з цього написання.
Немає можливості позначати наголос; однак у більшості випадків достатньо редукції ненаголошеної голосної для розрізнень слів за наголосом. Наприклад, іменник convict /ˈkɒnvɪkt/ і дієслово convict /kənˈvɪkt/ можуть записані 𐑒𐑪𐑯𐑝𐑦𐑒𐑑 і 𐑒𐑩𐑯𐑝𐑦𐑒𐑑 відповідно.
Декотрі частовживані слова можуть бути скорочені до однієї букви: the 𐑞, of 𐑝, and 𐑯, to 𐑑, і часто for 𐑓.

## Unicode
Абетка додана до Unicode у квітні 2003 року з випуском версії 4.0.

### Шрифти
- Andagii [Архівовано 7 жовтня 2016 у Wayback Machine.]
- Apple Symbols, part of Mac OS X v10.5 Leopard
- Code2001 (part of Code2000 font family, contains rough-drawn Shavian characters as of version 0.919 (April 2008).
- Everson Mono
- ESL Gothic Unicode
- MPH 2B Damase
- Noto Sans Shavian [Архівовано 8 січня 2017 у Wayback Machine.]
- Segoe UI Historic (part of Windows 10)
- Trabajo [Архівовано 26 березня 2015 у Wayback Machine.]